# Jesper Thörnberg
Jesper Thörnberg, född 15 mars 1991, är en svensk professionell ishockeyspelare som spelar för Odense Bulldogs i danska Metal Ligaen. Thörnbergs ursprungliga moderklubb är HC Dalen.
Thörnberg började spela i HC Dalen som ung, men när han blev äldre gick han över till HV71 där han deltog i HV71:s juniorverksamhet och gjorde 23 matcher i A-laget som 19-åring. För att få speltid lånades Thörnberg den 13 december 2011 ut till IF Troja-Ljungby i Hockeyallsvenskan. Thörnberg lånades sedan under två tillfällen ut till Södertälje SK, vilka sedan gjorde övergången permanent med ett 1+1-kontrakt den 25 april 2013.
Med ett optionsår kvar på kontraktet med Södetälje hyrdes Thörnberg den 27 februari 2014 ut till IF Björklöven för resten av säsongen. Efter att ha fått lämna Södertälje efter 19 matcher återvände Thörnberg till Björklöven och skrev ett tvåårskontrakt med Umeåklubben.